# تشماقستان (أملش الشمالي)
تشماقستان (بالفارسية: چماقستان) هي قرية تقع في إيران في قسم أملش الشمالی الريفي. يقدر عدد سكانها بـ 649 نسمة بحسب إحصاء 2016.